# Denis Giraudet
Denis Giraudet (16 dicembre 1955) è un copilota di rally francese.

## Biografia
Ha disputato la sua prima gara da copilota nel 1977, al Critérium des Cévennes, in Francia, a bordo di una Simca Rallye 2 pilotata da Jean-Paul François. Esordì invece nel mondiale al Rally di Monte Carlo del 1981 con Paul Gardère su Talbot Sunbeam, terminando al 51º posto generale e secondo nel gruppo 2.
Tra il 1988 e il 1992 corse al fianco del connazionale Philippe Bugalski, col quale disputò gare del campionato francese, del campionato europeo e alcune del mondiale WRC a bordo di vari modelli Renault. Nel 1992 ottenne il suo primo podio iridato, giungendo terzo al Tour de Corse con una Lancia Delta HF Integrale sempre pilotata da Bugalski. Vinse infine la sua prima gara mondiale nel 1993, trionfando al Rally dei 1000 laghi, in Finlandia, con Juha Kankkunen su una Toyota Celica Turbo 4WD.

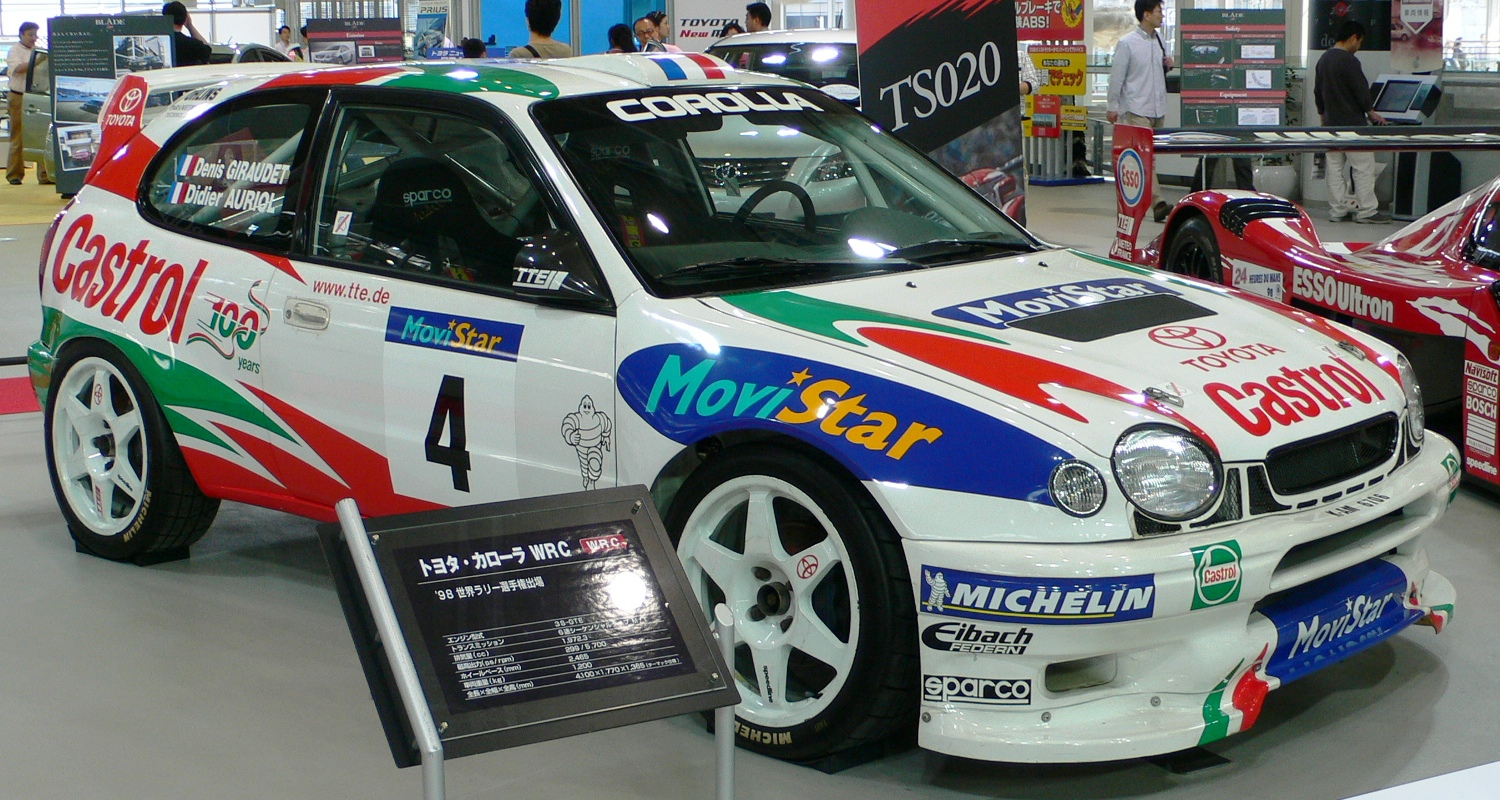
La Toyota Corolla WRC di Auriol-Giraudet in versione 1999

 Nel 1995 corse quattro gare con Didier Auriol, campione del mondo in carica, ma nella stagione successiva passò a navigare il tedesco Armin Schwarz, impegnato quell'anno nel Campionato Europeo con il team ufficiale Toyota. Disputò la prima stagione completa nel mondiale 1997, affiancando Schwarz nelle prime 5 gare e poi stabilmente con Auriol, col quale iniziò un sodalizio che durò sino al 2003, eccetto la parentesi del 2002 quando affiancò Thomas Rådström per tutta la stagione con la Citroën Xsara WRC. Con Auriol disputò quindi 5 stagioni complete, gareggiando nel 1998 e nel 1999 con la Toyota Corolla WRC ufficiale, concludendo le stagioni rispettivamente al quinto e al terzo posto. Dopo il ritiro della Toyota dalle scene, nel 2000 entrambi si accasarono presso la squadra spagnola SEAT Sport, terminando a punti una sola volta con la Córdoba WRC (terzi al Safari Rally) e dodicesimi nella generale. 

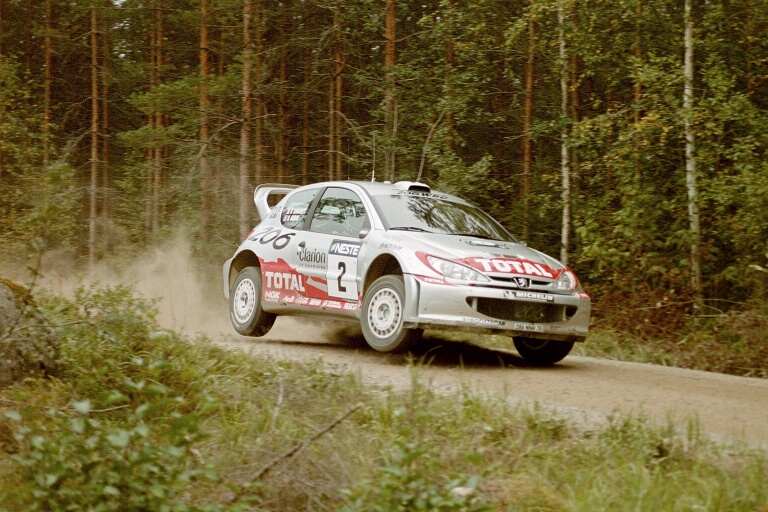
Giraudet e Auriol al Rally di Finlandia nel 2001

Nel 2001 la coppia venne ingaggiata dalla squadra Peugeot, reduce dal doppio titolo vinto nel 2000, che affidò loro la seconda 206 WRC, con la quale conclusero settimi a fine stagione. Dopo la parentesi del 2002, a fianco dello svedese Rådström con la squadra Citroën Sport, nel 2003 tornò con Auriol, stavolta sotto contratto con Škoda Motorsport, che affidò loro la Octavia WRC, giunta ormai a fine vita, e la nuova Fabia WRC ma non riuscirono a ottenere punti iridati.
Dopo il ritiro di Auriol, avvenuto al termine dell 2003, Giraudet affrontò le stagioni successive al fianco di vari piloti, tra cui i connazionali Nicolas Vouilloz e Stéphane Sarrazin, col quale disputò l'annata 2005 correndo per il team ufficiale Subaru, lo svedese Daniel Carlsson, il norvegese Eyvind Brynildsen e il russo Evgenij Novikov, con cui gareggiò nelle stagioni 2011 e 2012 con una Ford Fiesta RS WRC della scuderia britannica M-Sport. Nel 2016 e 2017 si affiancò invece a Yoann Bonato e Bryan Bouffier, disputando alcune prove del campionato WRC-2.
L'ultima gara iridata cui Giraudet prese parte, conclusa con un ritiro, fu il Tour de Corse 2017 con Bryan Bouffier, su una Ford Fiesta R5, pur non essendosi ancora ritirato ufficialmente dall'attività agonistica.

## Vittorie nel WRC
| Nº | Anno | Rally                  | Pilota         | Vettura                       | Squadra             |
| -- | ---- | ---------------------- | -------------- | ----------------------------- | ------------------- |
| 1  | 1993 | 43º Rally di Finlandia | Juha Kankkunen | Toyota Celica Turbo 4WD       | Toyota Castrol Team |
| 2  | 1995 | 39º Tour de Corse      | Didier Auriol  | Toyota Celica GT-Four (ST205) | Toyota Castrol Team |
| 3  | 1998 | 34º Rally di Catalogna | Didier Auriol  | Toyota Corolla WRC            | Toyota Castrol Team |
| 4  | 1999 | 3º Rally di Cina       | Didier Auriol  | Toyota Corolla WRC            | Toyota Castrol Team |
| 5  | 2001 | 37º Rally di Catalogna | Didier Auriol  | Peugeot 206 WRC               | Peugeot Total       |

## Risultati nel mondiale rally

### WRC
| 1981 | Scuderia | Vettura        |    |  |  |  |  |  |  |  |  |  |  |  |  |  |  |  | Punti | Pos. |
| ---- | -------- | -------------- | -- |  |  |  |  |  |  |  |  |  |  |  |  |  |  |  | ----- | ---- |
| 1981 |          | Talbot Sunbeam | 51 |  |  |  |  |  |  |  |  |  |  |  |  |  |  |  | 0     |      |

| 1982 | Scuderia | Vettura        |     |  |  |  |  |  |  |  |  |  |  |  |  |  |  |  | Punti | Pos. |
| ---- | -------- | -------------- | --- |  |  |  |  |  |  |  |  |  |  |  |  |  |  |  | ----- | ---- |
| 1982 |          | Talbot Sunbeam | Rit |  |  |  |  |  |  |  |  |  |  |  |  |  |  |  | 0     |      |

| 1983 | Scuderia | Vettura                             |     |    |  |  |  |  |  |  |  |  |  |  |  |  |  |  | Punti | Pos. |
| ---- | -------- | ----------------------------------- | --- | -- |  |  |  |  |  |  |  |  |  |  |  |  |  |  | ----- | ---- |
| 1983 |          | Talbot Sunbeam Talbot Sunbeam Lotus | Rit | 67 |  |  |  |  |  |  |  |  |  |  |  |  |  |  | 0     |      |

| 1984 | Scuderia | Vettura              |    |  |  |  |  |  |  |  |  |  |  |  |  |  |  |  | Punti | Pos. |
| ---- | -------- | -------------------- | -- |  |  |  |  |  |  |  |  |  |  |  |  |  |  |  | ----- | ---- |
| 1984 |          | Talbot Sunbeam Lotus | 32 |  |  |  |  |  |  |  |  |  |  |  |  |  |  |  | 0     |      |

| 1989 | Scuderia | Vettura          |     |  |  |  |  |  |  |  |  |  |  |  |  |  |  |  | Punti | Pos. |
| ---- | -------- | ---------------- | --- |  |  |  |  |  |  |  |  |  |  |  |  |  |  |  | ----- | ---- |
| 1989 |          | Renault 21 Turbo | Rit |  |  |  |  |  |  |  |  |  |  |  |  |  |  |  | 0     |      |

| 1991 | Scuderia     | Vettura          |  |  |  |  |   |  |  |  |  |  |  |  |  |  |  |  | Punti | Pos. |
| ---- | ------------ | ---------------- |  |  |  |  | - |  |  |  |  |  |  |  |  |  |  |  | ----- | ---- |
| 1991 | Société Diac | Renault Clio 16S |  |  |  |  | 8 |  |  |  |  |  |  |  |  |  |  |  | 3     | 50º  |

| 1992 | Scuderia                  | Vettura                   |   |  |  |  |   |  |  |  |   |  |  |  |  |  |  |  | Punti | Pos. |
| ---- | ------------------------- | ------------------------- | - |  |  |  | - |  |  |  | - |  |  |  |  |  |  |  | ----- | ---- |
| 1992 | Jolly Club Martini Racing | Lancia Delta HF Integrale | 5 |  |  |  | 3 |  |  |  | 9 |  |  |  |  |  |  |  | 22    | 13º  |

| 1993 | Scuderia            | Vettura                 |  |  |  |  |   |  |  |  |   |  |  |  |  |  |  |  | Punti | Pos. |
| ---- | ------------------- | ----------------------- |  |  |  |  | - |  |  |  | - |  |  |  |  |  |  |  | ----- | ---- |
| 1993 | Toyota Castrol Team | Toyota Celica Turbo 4WD |  |  |  |  | 3 |  |  |  | 1 |  |  |  |  |  |  |  | 32    |      |

| 1995 | Scuderia            | Vettura                 |  |  |  |  |   |   |     |     |  |  |  |  |  |  |  |  | Punti | Pos. |
| ---- | ------------------- | ----------------------- |  |  |  |  | - | - | --- | --- |  |  |  |  |  |  |  |  | ----- | ---- |
| 1995 | Toyota Castrol Team | Toyota Celica Turbo 4WD |  |  |  |  | 1 | 2 | Rit | Rit |  |  |  |  |  |  |  |  | 35    |      |

| 1996 | Scuderia                                                 | Vettura                                         |  |  |   |     |  |  |  |   |     |  |  |  |  |  |  |  | Punti | Pos. |
| ---- | -------------------------------------------------------- | ----------------------------------------------- |  |  | - | --- |  |  |  | - | --- |  |  |  |  |  |  |  | ----- | ---- |
| 1996 | H.F. Grifone SRL Mitsubishi Ralliart Toyota Castrol Team | Toyota Celica GT-Four Mitsubishi Lancer Evo III |  |  | 5 | Rit |  |  |  | 8 | Rit |  |  |  |  |  |  |  | 11    |      |

| 1997 | Scuderia                                               | Vettura                                                  |   |   |   |   |     |  |   |   |  |   |     |   |   |     |  |  | Punti | Pos. |
| ---- | ------------------------------------------------------ | -------------------------------------------------------- | - | - | - | - | --- |  | - | - |  | - | --- | - | - | --- |  |  | ----- | ---- |
| 1997 | Ford Motor Co Ltd H.F. Grifone SRL Toyota Castrol Team | Ford Escort WRC Toyota Celica GT-Four Toyota Corolla WRC | 4 | 6 | 4 | 3 | Rit |  | 5 | 5 |  | 8 | Rit | 8 | 3 | Rit |  |  | 17    |      |

| 1998 | Scuderia            | Vettura            |    |   |   |     |   |   |     |   |   |   |     |   |     |  |  |  | Punti | Pos. |
| ---- | ------------------- | ------------------ | -- | - | - | --- | - | - | --- | - | - | - | --- | - | --- |  |  |  | ----- | ---- |
| 1998 | Toyota Castrol Team | Toyota Corolla WRC | 14 | 6 | 4 | Rit | 1 | 6 | Rit | 2 | 2 | 4 | Rit | 3 | Rit |  |  |  | 34    | 5º   |

| 1999 | Scuderia            | Vettura            |   |   |   |   |   |   |   |     |   |     |   |   |     |     |  |  | Punti | Pos. |
| ---- | ------------------- | ------------------ | - | - | - | - | - | - | - | --- | - | --- | - | - | --- | --- |  |  | ----- | ---- |
| 1999 | Toyota Castrol Team | Toyota Corolla WRC | 3 | 4 | 2 | 3 | 2 | 5 | 3 | Rit | 4 | Rit | 1 | 3 | Rit | Rit |  |  | 52    | 3º   |

| 2000 | Scuderia   | Vettura                                     |     |    |   |    |    |     |     |     |    |     |   |    |   |   |  |  | Punti | Pos. |
| ---- | ---------- | ------------------------------------------- | --- | -- | - | -- | -- | --- | --- | --- | -- | --- | - | -- | - | - |  |  | ----- | ---- |
| 2000 | SEAT Sport | SEAT Córdoba WRC Evo2 SEAT Córdoba WRC Evo3 | Rit | 10 | 3 | 10 | 13 | Rit | Rit | Rit | 11 | Rit | 8 | 17 | 8 | 9 |  |  | 4     | 12º  |

| 2001 | Scuderia      | Vettura         |     |     |   |   |     |     |     |     |     |   |   |   |   |   |  |  | Punti | Pos. |
| ---- | ------------- | --------------- | --- | --- | - | - | --- | --- | --- | --- | --- | - | - | - | - | - |  |  | ----- | ---- |
| 2001 | Peugeot Total | Peugeot 206 WRC | Rit | Rit | 8 | 1 | Rit | Rit | Rit | Rit | Rit | 6 | 3 | 3 | 3 | 7 |  |  | 23    | 7º   |

| 2002 | Scuderia            | Vettura           |     |    |  |     |  |  |   |   |     |  |  |  |  |     |  |  | Punti | Pos. |
| ---- | ------------------- | ----------------- | --- | -- |  | --- |  |  | - | - | --- |  |  |  |  | --- |  |  | ----- | ---- |
| 2002 | Automobiles Citroën | Citroën Xsara WRC | Rit | 37 |  | Rit |  |  | 8 | 3 | Rit |  |  |  |  | Rit |  |  | 4     | 12º  |

| 2003 | Scuderia         | Vettura                                |   |    |     |   |   |   |     |     |     |    |    |     |     |    |  |  | Punti | Pos. |
| ---- | ---------------- | -------------------------------------- | - | -- | --- | - | - | - | --- | --- | --- | -- | -- | --- | --- | -- |  |  | ----- | ---- |
| 2003 | Škoda Motorsport | Škoda Octavia WRC Evo3 Škoda Fabia WRC | 9 | 18 | Rit | 8 | 6 | 9 | Rit | Rit | Rit | 12 | 12 | Rit | Rit | 11 |  |  | 4     | 13º  |

| 2004 | Scuderia      | Vettura                            |    |  |  |  |  |     |  |  |  |    |  |   |     |     |    |  | Punti | Pos. |
| ---- | ------------- | ---------------------------------- | -- |  |  |  |  | --- |  |  |  | -- |  | - | --- | --- | -- |  | ----- | ---- |
| 2004 | Bozian Racing | Renault Clio S1600 Peugeot 206 WRC | 10 |  |  |  |  | Rit |  |  |  | 12 |  | 9 | Rit | Rit | 10 |  | 0     |      |

| 2005 | Scuderia                | Vettura                                                       |     |    |  |  |    |  |  |    |  |  |   |     |  |   |     |  | Punti | Pos. |
| ---- | ----------------------- | ------------------------------------------------------------- | --- | -- |  |  | -- |  |  | -- |  |  | - | --- |  | - | --- |  | ----- | ---- |
| 2005 | Subaru World Rally Team | Peugeot 206 WRC Subaru Impreza WRC2004 Subaru Impreza WRC2005 | Rit | 13 |  |  | 12 |  |  | 13 |  |  | 8 | Rit |  | 4 | Rit |  | 6     | 17º  |

| 2006 | Scuderia | Vettura            |  |  |  |  |  |  |  |  |  |  |    |  |  |  |    |  | Punti | Pos. |
| ---- | -------- | ------------------ |  |  |  |  |  |  |  |  |  |  | -- |  |  |  | -- |  | ----- | ---- |
| 2006 |          | Subaru Impreza STi |  |  |  |  |  |  |  |  |  |  | 54 |  |  |  | 17 |  | 0     |      |

| 2007 | Scuderia                               | Vettura                                                           |  |   |   |    |   |     |     |     |  |    |    |    |  |    |  |     | Punti | Pos. |
| ---- | -------------------------------------- | ----------------------------------------------------------------- |  | - | - | -- | - | --- | --- | --- |  | -- | -- | -- |  | -- |  | --- | ----- | ---- |
| 2007 | OMV Kronos Citroën WRT Syms Rally Team | Citroën Xsara WRC Subaru Impreza STi/WRX Mitsubishi Lancer Evo IX |  | 5 | 7 | 20 | 6 | Rit | Rit | Rit |  | 35 | 50 | 24 |  | 31 |  | Rit | 9     | 14º  |

| 2008 | Scuderia                   | Vettura                                                              |  |    |     |    |  |  |     |  |    |  |    |    |  |    |   |  | Punti | Pos. |
| ---- | -------------------------- | -------------------------------------------------------------------- |  | -- | --- | -- |  |  | --- |  | -- |  | -- | -- |  | -- | - |  | ----- | ---- |
| 2008 | Autotek Stobart VK Ford RT | Mitsubishi Lancer Evo IX Subaru Impreza STi/WRX Ford Focus RS WRC 07 |  | 37 | Rit | 21 |  |  | Rit |  | 49 |  | 22 | 34 |  | 13 | 6 |  | 3     |      |

| 2009 | Scuderia                                       | Vettura                                                       |  |    |  |    |    |    |    |  |  |     |    |     |  |  |  |  | Punti | Pos. |
| ---- | ---------------------------------------------- | ------------------------------------------------------------- |  | -- |  | -- | -- | -- | -- |  |  | --- | -- | --- |  |  |  |  | ----- | ---- |
| 2009 | Ralliart New Zealand Autotek Errani Team Group | Mitsubishi Lancer Evo IX Subaru Impreza STi Škoda Fabia S2000 |  | 13 |  | 11 | 18 | 18 | 21 |  |  | Rit | 13 | Rit |  |  |  |  | 0     |      |

| 2010 | Scuderia                                     | Vettura                                                 |  |  |  |  |  |     |  |  |     |  |  |  |     |  |  |  | Punti | Pos. |
| ---- | -------------------------------------------- | ------------------------------------------------------- |  |  |  |  |  | --- |  |  | --- |  |  |  | --- |  |  |  | ----- | ---- |
| 2010 | Stobart M-Sport Ford RT Tommi Mäkinen Racing | Peugeot 307 WRC Ford Focus RS WRC 08 Subaru Impreza STi |  |  |  |  |  | Rit |  |  | Rit |  |  |  | Rit |  |  |  | 0     |      |

| 2011 | Scuderia                               | Vettura                                              |  |  |    |     |  |  |    |     |  |     |    |   |   |  |  |  | Punti | Pos. |
| ---- | -------------------------------------- | ---------------------------------------------------- |  |  | -- | --- |  |  | -- | --- |  | --- | -- | - | - |  |  |  | ----- | ---- |
| 2011 | Stobart M-Sport Ford RT Team Abu Dhabi | Ford Fiesta S2000 Ford Fiesta RS WRC Citroën DS3 WRC |  |  | 27 | Rit |  |  | 20 | Rit |  | Rit | 23 | 7 | 7 |  |  |  | 12    |      |

| 2012 | Scuderia         | Vettura            |   |   |     |   |   |     |   |    |  |  |  |  |  |  |  |  | Punti | Pos. |
| ---- | ---------------- | ------------------ | - | - | --- | - | - | --- | - | -- |  |  |  |  |  |  |  |  | ----- | ---- |
| 2012 | M-Sport Ford WRT | Ford Fiesta RS WRC | 5 | 5 | Rit | 2 | 8 | Rit | 4 | 36 |  |  |  |  |  |  |  |  | 43    |      |

| 2013 | Scuderia      | Vettura                           |  |  |  |  |  |  |  |  |  |  |    |  |    |  |  |  | Punti | Pos. |
| ---- | ------------- | --------------------------------- |  |  |  |  |  |  |  |  |  |  | -- |  | -- |  |  |  | ----- | ---- |
| 2013 | DMACK-Autotek | Ford Fiesta RS WRC Ford Fiesta R5 |  |  |  |  |  |  |  |  |  |  | 10 |  | 11 |  |  |  | 1     | 31º  |

| 2014 | Scuderia | Vettura            |  |  |  |  |  |  |  |  |  |  |    |  |  |  |  |  | Punti | Pos. |
| ---- | -------- | ------------------ |  |  |  |  |  |  |  |  |  |  | -- |  |  |  |  |  | ----- | ---- |
| 2014 |          | Porsche 997 GT3 RS |  |  |  |  |  |  |  |  |  |  | 19 |  |  |  |  |  | 0     |      |

| 2015 | Scuderia | Vettura            |    |  |  |  |  |  |  |  |    |  |     |  |  |  |  |  | Punti | Pos. |
| ---- | -------- | ------------------ | -- |  |  |  |  |  |  |  | -- |  | --- |  |  |  |  |  | ----- | ---- |
| 2015 |          | Porsche 997 GT3 RS | 26 |  |  |  |  |  |  |  | 26 |  | Rit |  |  |  |  |  | 0     |      |

| 2016 | Scuderia | Vettura        |    |  |  |  |    |  |     |    |    |  |     |  |  |  |  |  | Punti | Pos. |
| ---- | -------- | -------------- | -- |  |  |  | -- |  | --- | -- | -- |  | --- |  |  |  |  |  | ----- | ---- |
| 2016 |          | Citroën DS3 R5 | 15 |  |  |  | 16 |  | Rit | 18 | 30 |  | Rit |  |  |  |  |  | 0     |      |

| 2017 | Scuderia                 | Vettura        |    |  |  |     |  |  |  |  |  |  |  |  |  |  |  |  | Punti | Pos. |
| ---- | ------------------------ | -------------- | -- |  |  | --- |  |  |  |  |  |  |  |  |  |  |  |  | ----- | ---- |
| 2017 | Gemini Clinic Rally Team | Ford Fiesta R5 | 10 |  |  | Rit |  |  |  |  |  |  |  |  |  |  |  |  | 1     | 23º  |

| 2019 | Scuderia | Vettura        |    |  |  |  |  |  |  |  |  |  |  |  |  |  |  |  | Punti | Pos. |
| ---- | -------- | -------------- | -- |  |  |  |  |  |  |  |  |  |  |  |  |  |  |  | ----- | ---- |
| 2019 |          | Škoda Fabia R5 | 14 |  |  |  |  |  |  |  |  |  |  |  |  |  |  |  | 0     |      |

| 2024 | Scuderia | Vettura               |     |  |  |  |  |  |  |  |  |  |  |  |  |  |  |  | Punti | Pos. |
| ---- | -------- | --------------------- | --- |  |  |  |  |  |  |  |  |  |  |  |  |  |  |  | ----- | ---- |
| 2024 |          | Alpine A110 Rally RGT | Rit |  |  |  |  |  |  |  |  |  |  |  |  |  |  |  | 0     |      |

| 2025 | Scuderia | Vettura               |     |  |  |  |  |  |  |  |  |  |  |  |  |  |  |  | Punti | Pos. |
| ---- | -------- | --------------------- | --- |  |  |  |  |  |  |  |  |  |  |  |  |  |  |  | ----- | ---- |
| 2025 |          | Alpine A110 Rally RGT | Rit |  |  |  |  |  |  |  |  |  |  |  |  |  |  |  | 0     |      |

| Legenda | 1º posto | 2º posto | 3º posto | A punti | Senza punti | Ritirato | Squalificato | NP=Non partito C=Gara cancellata | Apice=Power stage |

### WRC-2
| 2013 | Scuderia      | Vettura        |  |  |  |  |  |  |  |  |  |  |  |  |   |  | Punti | Pos. |
| ---- | ------------- | -------------- |  |  |  |  |  |  |  |  |  |  |  |  | - |  | ----- | ---- |
| 2013 | DMACK-Autotek | Ford Fiesta R5 |  |  |  |  |  |  |  |  |  |  |  |  | 4 |  | 12    |      |

| 2016 | Scuderia | Vettura        |   |  |  |  |   |  |     |   |    |  |  |  |  |  | Punti | Pos. |
| ---- | -------- | -------------- | - |  |  |  | - |  | --- | - | -- |  |  |  |  |  | ----- | ---- |
| 2016 |          | Citroën DS3 R5 | 5 |  |  |  | 7 |  | Rit | 9 | 12 |  |  |  |  |  | 18    |      |

| 2017 | Scuderia                 | Vettura        |   |  |  |     |  |  |  |  |  |  |  |  |  |  | Punti | Pos. |
| ---- | ------------------------ | -------------- | - |  |  | --- |  |  |  |  |  |  |  |  |  |  | ----- | ---- |
| 2017 | Gemini Clinic Rally Team | Ford Fiesta R5 | 3 |  |  | Rit |  |  |  |  |  |  |  |  |  |  | 15    | 22º  |

| 2019 | Scuderia | Vettura        |   |  |  |  |  |  |  |  |  |  |  |  |  |  | Punti | Pos. |
| ---- | -------- | -------------- | - |  |  |  |  |  |  |  |  |  |  |  |  |  | ----- | ---- |
| 2019 |          | Škoda Fabia R5 | 4 |  |  |  |  |  |  |  |  |  |  |  |  |  | 12    | 29º  |

| Legenda | 1º posto | 2º posto | 3º posto | A punti | Senza punti | Ritirato | Squalificato | NP=Non partito C=Gara cancellata | Apice=Power stage |

### PWRC / WRC-3
| 2006 | Scuderia | Vettura            |  |  |  |  |  |  |  |  |  |  |   |  |  |  |   |  | Punti | Pos. |
| ---- | -------- | ------------------ |  |  |  |  |  |  |  |  |  |  | - |  |  |  | - |  | ----- | ---- |
| 2006 |          | Subaru Impreza STi |  |  |  |  |  |  |  |  |  |  | 8 |  |  |  | 4 |  | 6     | 15º  |

| 2007 | Scuderia        | Vettura            |  |  |  |   |  |     |  |     |  |  |    |  |  |    |  |     | Punti | Pos. |
| ---- | --------------- | ------------------ |  |  |  | - |  | --- |  | --- |  |  | -- |  |  | -- |  | --- | ----- | ---- |
| 2007 | Syms Rally Team | Subaru Impreza STi |  |  |  | 8 |  | Rit |  | Rit |  |  | 18 |  |  | 12 |  | Rit | 1     | 30º  |

| 2008 | Scuderia | Vettura                                         |  |    |  |    |  |  |     |  |    |  |    |  |  |   |  |  | Punti | Pos. |
| ---- | -------- | ----------------------------------------------- |  | -- |  | -- |  |  | --- |  | -- |  | -- |  |  | - |  |  | ----- | ---- |
| 2008 | Autotek  | Mitsubishi Lancer Evo IX Subaru Impreza STi/WRX |  | 15 |  | 11 |  |  | Rit |  | 10 |  | 10 |  |  | 4 |  |  | 5     |      |

| 2009 | Scuderia                                       | Vettura                                                       |  |   |  |   |   |   |   |  |  |     |  |     |  |  |  |  | Punti | Pos. |
| ---- | ---------------------------------------------- | ------------------------------------------------------------- |  | - |  | - | - | - | - |  |  | --- |  | --- |  |  |  |  | ----- | ---- |
| 2009 | Ralliart New Zealand Autotek Errani Team Group | Mitsubishi Lancer Evo IX Subaru Impreza STi Škoda Fabia S2000 |  | 2 |  | 3 | 5 | 5 | 9 |  |  | Rit |  | Rit |  |  |  |  | 22    | 6º   |

| 2010 | Scuderia             | Vettura            |  |  |  |  |  |  |  |  |  |  |  |  |     |  |  |  | Punti | Pos. |
| ---- | -------------------- | ------------------ |  |  |  |  |  |  |  |  |  |  |  |  | --- |  |  |  | ----- | ---- |
| 2010 | Tommi Mäkinen Racing | Subaru Impreza STi |  |  |  |  |  |  |  |  |  |  |  |  | Rit |  |  |  | 0     |      |

### Junior WRC
| 2004 | Scuderia | Vettura            |   |  |  |  |  |  |  |  |  |  |  |  |  |  |  |  | Punti | Pos. |
| ---- | -------- | ------------------ | - |  |  |  |  |  |  |  |  |  |  |  |  |  |  |  | ----- | ---- |
| 2004 |          | Renault Clio S1600 | 1 |  |  |  |  |  |  |  |  |  |  |  |  |  |  |  | 10    |      |